# Campionatul Mondial de Scrimă pentru juniori din 2012
Campionatul Mondial de Scrimă pentru juniori din 2012 s-a desfășurat în perioada 3–8 aprilie la Complexul Sportiv Olimpiiskii din Moscova, Rusia.

## Rezultate

### Masculin
| Event             | Aur                   | Argint                | Bronz                                                  |
| Spadă             | Park Sang-young (KOR) | Dániel Berta (HUN)    | Serghei Bida (RUS) · Guillermo Sánchez Rodríguez (ESP) |
| Floretă           | Timur Safin (RUS)     | Daniele Garozzo (ITA) | Theodoros Nakis (GRE) · Alexander Massialas (SUA)      |
| Sabie             | Kim Woo-sun (KOR)     | Eli Dershwitz (SUA)   | Richard Hübers (GER) · Aleksandr Trușakov (RUS)        |
| Spadă pe echipe   | Rusia                 | Italia                | Coreea de Sud                                          |
| Floretă pe echipe | Statele Unite         | Rusia                 | Italia                                                 |
| Sabie pe echipe   | Ungaria               | Germania              | Rusia                                                  |

### Feminin
| Probă             | Aur                   | Argint                  | Bronz                                            |
| Spadă             | Tatiana Gudkova (RUS) | Anastasia Ivcenko (UKR) | Katrina Lehis (EST) · Sheng Lin (CHN)            |
| Floretă           | Alice Volpi (ITA)     | Camilla Mancini (ITA)   | Beatrice Monaco (ITA) · Lee Kiefer (SUA)         |
| Sabie             | Iana Egorian (RUS)    | Caterina Navarria (ITA) | Martina Petraglia (ITA) · Saoussen Boudiaf (FRA) |
| Spadă pe echipe   | Rusia                 | China                   | Statele Unite                                    |
| Floretă pe echipe | Italia                | Statele Unite           | Rusia                                            |
| Sabie pe echipe   | Franța                | China                   | Rusia                                            |

## Clasament pe medalii
| Loc   | Țară                       | Aur | Argint | Bronz | Total |
| ----- | -------------------------- | --- | ------ | ----- | ----- |
| 1     | Rusia                      | 5   | 1      | 5     | 11    |
| 2     | Italia                     | 2   | 4      | 3     | 9     |
| 3     | Coreea de Sud              | 2   | 0      | 1     | 3     |
| 4     | Statele Unite ale Americii | 1   | 2      | 3     | 6     |
| 5     | Ungaria                    | 1   | 1      | 0     | 2     |
| 6     | Franța                     | 1   | 0      | 1     | 2     |
| 7     | China                      | 0   | 2      | 1     | 3     |
| 8     | Germania                   | 0   | 1      | 1     | 2     |
| 9     | Ucraina                    | 0   | 1      | 0     | 1     |
| 10    | Estonia                    | 0   | 0      | 1     | 1     |
| 10    | Grecia                     | 0   | 0      | 1     | 1     |
| 10    | Spania                     | 0   | 0      | 1     | 1     |
| Total | Total                      | 12  | 12     | 18    | 42    |